# 正親町実秀
正親町実秀（おおぎまち さねひで、生没年不明 ）は、室町時代前期の公卿。別名は裏辻実秀。法名は祐実。

## 官歴
- 時期不明：蔵人頭
- 応永18年（1411年）：正四位上、右少将、参議
- 応永19年（1412年）：従三位、備中守
- 応永21年（1414年）：正三位
- 応永23年（1416年）：権中納言
- 応永24年（1417年）：従二位
- 応永28年（1421年）：権大納言
- 応永30年（1423年）：正二位
- 正長元年（1428年）：従一位

## 系譜
- 実父：正親町公仲（裏辻公仲）
- 子：正親町持季